# 科帕拉德
科帕拉德（Kopharad），是印度马哈拉施特拉邦Thane县的一个城镇。总人口5267（2001年）。

## 人口
该地2001年总人口5267人，其中男性2694人，女性2573人；0—6岁人口518人，其中男267人，女251人；识字率81.87%，其中男性为87.16%，女性为76.33%。